# Celebrity Rehab with Dr. Drew

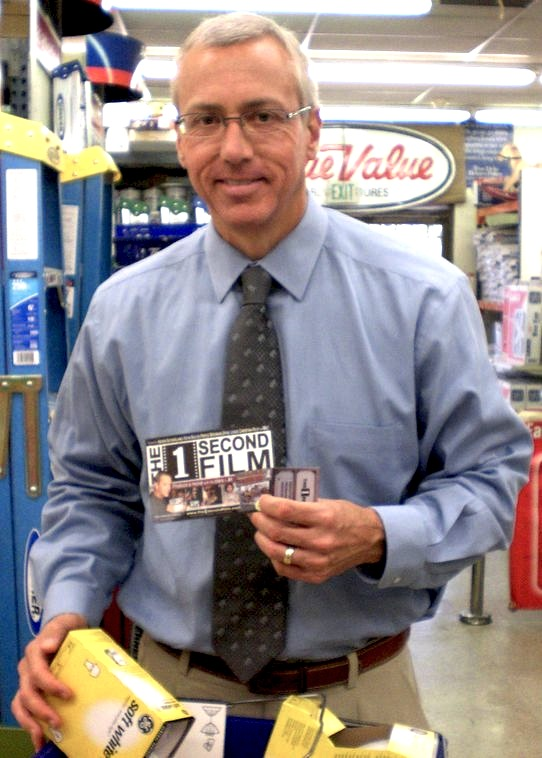
Dr. Drew Pinsky (2007), Arzt der Serie und einer der Produzenten

Celebrity Rehab with Dr. Drew ist der Name einer US-amerikanischen Reality-TV-Show. Dabei werden bekannte Persönlichkeiten (Celebrity, dt. Prominenz) mit Suchtproblemen und Drogenabhängigkeit während eines Drogenentzuges (Rehab, dt. Entzug) in einer Spezialklinik um Dr. Drew Pinsky in Pasadena (Kalifornien) gefilmt. Die Dauer eines Entzugsprogrammes im Pasadena Recovery Center beträgt gewöhnlich 21 Tage. Dabei werden die Teilnehmer 24 Stunden am Tag und 7 Tage die Woche von mehreren Kameras gefilmt. Lediglich in den Toiletten und Badezimmern werden statt Bild- nur Tonaufnahmen aufgezeichnet.

## Hintergrund
Die TV-Show Celebrity Rehab with Dr. Drew wurde von dem Sender VH1 produziert und in den USA erstmals am 10. Januar 2008 ausgestrahlt. Zwischen 2008 und 2012 wurden 50 Episoden zu je 60 Minuten der Sendung produziert. Die Kosten einer Entzugsbehandlung im Pasadena Recovery Center belaufen sich auf 50.000 bis 60.000 USD monatlich. Zusätzlich zur Erstattung dieser Behandlungskosten erhalten die Teilnehmer eine Vergütung in unterschiedlicher Höhe, abhängig von Bekanntheitsgrad und Prominenten-Status. Die 6. und letzte Staffel, welche ab September 2012 ausgestrahlt wurde, trägt nur noch den Titel Rehab with Dr. Drew, da erstmals keine Prominente, sondern Unbekannte bei ihrem Entzug gezeigt werden. Über die Gründe, weshalb die Sendung eingestellt wurde, erklärte Pinsky, der in den ersten 5 Staffeln auch als ausführender Produzent fungierte, dass er der Kritik an ihm überdrüssig geworden sei, nachdem von ihm behandelte Prominente rückfällig wurden und verstarben.

## Teilnehmer

### Erste Staffel
- TV-Start: 10. Januar 2008

| Teilnehmer            | Bekannt als                                 | Drogenmissbrauch                           |
| --------------------- | ------------------------------------------- | ------------------------------------------ |
| Shifty Shellshock     | Sänger der Band Crazy Town                  | Kokain und Crack                           |
| Daniel Baldwin        | Schauspieler                                | Kokain                                     |
| Mary Carey            | Porno-Darstellerin                          | Alkoholsucht                               |
| Jeff Conaway          | Schauspieler                                | Alkohol, Kokain, Vicodin, Zoloft, u. a.    |
| Jaimee Foxworth       | Schauspielerin                              | Marihuana                                  |
| Joanie „Chyna“ Laurer | Schauspielerin und ehemalige Wrestlerin     | Alkoholsucht                               |
| Brigitte Nielsen      | Schauspielerin und Model                    | Alkohol                                    |
| Ricco Rodriguez       | Mixed-Martial-Arts-Kämpfer und UFC-Champion | Kokain, Marihuana, Benzodiazepine (Valium) |
| Jessica Sierra        | Sängerin                                    | Kokain, Alkoholsucht                       |

### Zweite Staffel
- TV-Start: 23. Oktober 2008

| Teilnehmer     | Bekannt als                                       | Drogenmissbrauch                                                                        |
| -------------- | ------------------------------------------------- | --------------------------------------------------------------------------------------- |
| Steven Adler   | Guns-N’-Roses-Drummer                             | Valium, Alkoholsucht, Heroin, Kokain                                                    |
| Seth Binzer    | Sänger, Teilnehmer der 1. Staffel                 | Crack, Kokain                                                                           |
| Gary Busey     | Schauspieler                                      | Ehemals Kokain (seit 13 Jahren "clean"), aktuell Cannabis als Arzneimittel wegen Asthma |
| Jeff Conaway   | Schauspieler, ebenfalls Teilnehmer der 1. Staffel | Erneuter Missbrauch von Opiaten und Kokain                                              |
| Rodney King    | Bürgerrechtler                                    | Alkoholsucht                                                                            |
| Tawny Kitaen   | Schauspielerin und Model                          | Demerol, Vicodin, Kokain                                                                |
| Nikki McKibbin | Sängerin                                          | Kokain, Alkoholsucht, Amphetamine                                                       |
| Amber Smith    | Schauspielerin und Model                          | Opiate, Valium, Xanax, Suboxone                                                         |
| Sean Stewart   | Schauspieler, Sohn von Rod Stewart                | Alkoholsucht, Ecstasy, Vicodin, Morphine, Kokain                                        |

### Dritte Staffel
- TV-Start: 7. Januar 2010

| Teilnehmer         | Bekannt als                                         | Drogenmissbrauch                                                      |
| ------------------ | --------------------------------------------------- | --------------------------------------------------------------------- |
| Lisa D'Amato       | Model und Musikerin                                 | Alkoholsucht, Marihuana, Amphetamine, Kokain, Psilocybinhaltige Pilze |
| Heidi Fleiss       | Call Girl                                           | Methamphetamine, Valium, Xanax, Vicodin                               |
| Joey Kovar         | Reality-TV-Teilnehmer (The Real World)              | Alkoholsucht, Kokain, Ecstasy, Methamphetamine; Steroide (Anabolika)  |
| Mindy McCready     | Country-Pop Sängerin                                | Oxycodon, Alkoholsucht                                                |
| Kari Ann Peniche   | Schönheitskönigin, Model                            | Methamphetamine                                                       |
| Mackenzie Phillips | Schauspielerin                                      | Heroin, Kokain                                                        |
| Dennis Rodman      | Ehemaliger Basketball-Profi                         | Alkoholsucht                                                          |
| Tom Sizemore       | Schauspieler                                        | Opiate, Benzodiazepine, Methamphetamine, Marihuana, Heroin            |
| Mike Starr         | Musiker, Gründungsmitglied der Band Alice in Chains | Heroin, Methamphetamine, Kokain, Marihuana                            |

### Vierte Staffel
- TV-Start: 1. Dezember 2010

| Teilnehmer              | Bekannt als                                               | Drogenmissbrauch                     |
| ----------------------- | --------------------------------------------------------- | ------------------------------------ |
| Jason Davis             | Schauspieler                                              | Heroin, Oxycodon, Xanax              |
| Janice Dickinson        | Model, Schauspielerin, Autorin                            | Alkoholsucht, Kokain                 |
| Leif Garrett            | Schauspieler und Sänger                                   | Kokain, Heroin                       |
| Jeremy London           | Schauspieler                                              | Marihuana, Analgetika                |
| Francine "Frankie" Lons | Reality-TV-Teilnehmerin, Mutter der Sängerin Keyshia Cole | Alkoholsucht, Crack                  |
| Eric Roberts            | Schauspieler, Bruder von Julia Roberts                    | Marihuana                            |
| Rachel Uchitel          | Nachtclub-Besitzerin, Call-Girl, TV-Korrespondentin       | Alkoholsucht, Opiate, Benzodiazepine |
| Jason Wahler            | Reality-TV-Teilnehmer                                     | Alkoholsucht                         |

### Fünfte Staffel
- TV-Start: 26. Juni 2011

| Teilnehmer     | Bekannt als                                      | Drogenmissbrauch                                                        |
| -------------- | ------------------------------------------------ | ----------------------------------------------------------------------- |
| Steven Adler   | Guns N' Roses-Drummer, Teilnehmer der 2. Staffel | Marihuana                                                               |
| Amy Fisher     | Bekannt als die Long Island Lolita               | Alkoholsucht                                                            |
| Dwight Gooden  | Ehemaliger Baseball-Profi                        | Kokain, Alkoholsucht, Zolpidem                                          |
| Jeremy Jackson | Schauspieler, bekannt aus Baywatch               | Steroide                                                                |
| Jessica Kiper  | Schauspielerin                                   | Alkoholsucht, Marihuana, Kokain, Opiate, Benzodiazepine (Valium), Xanax |
| Bai Ling       | Schauspielerin                                   | Alkoholsucht                                                            |
| Michael Lohan  | Vater der Schauspielerin Lindsay Lohan           | Alkoholsucht                                                            |
| Sean Young     | Schauspielerin                                   | Alkoholsucht                                                            |